# Saison 2013 de la Ligue canadienne de football
Navigation
2012 2014
2013 est la 56e saison de la Ligue canadienne de football et la 128e saison depuis la fondation de la Canadian Rugby Football Union en 1884.

## Événements
Les Tiger-Cats de Hamilton jouent tous leurs matchs de la saison au Alumni Stadium (en) de Guelph (Ontario), en attendant l'ouverture de leur nouveau stade, le Stade Tim Hortons. 
De leur côté, les Blue Bombers de Winnipeg prennent possession de leur nouveau stade, le stade Investors Group.
Les changements suivants aux règlements sont approuvés par la ligue en avril:
- Les bottés de placement et les transformations font maintenant partie des jeux qui peuvent être contestés par un entraîneur-chef et révisés par reprise vidéo au centre de contrôle de la ligue.
- Les entraîneurs peuvent maintenant utiliser leurs deux arrêts de jeu au moment qui leur convient, et non un seul par demie. Cependant, ils ne peuvent en utiliser qu'un seul durant les trois dernières minutes du temps réglementaire[1].

## Classements
| Clt   | Équipe                   | PJ | V  | D  | N | BP  | BC  | Pts |
| ----- | ------------------------ | -- | -- | -- | - | --- | --- | --- |
| +001, | Argonauts de Toronto     | 18 | 11 | 7  | 0 | 507 | 458 | 22  |
| +002, | Tiger-Cats de Hamilton   | 18 | 10 | 8  | 0 | 453 | 468 | 20  |
| +003, | Alouettes de Montréal    | 18 | 8  | 10 | 0 | 459 | 471 | 16  |
| +004, | Blue Bombers de Winnipeg | 18 | 3  | 15 | 0 | 361 | 585 | 6   |

| Clt   | Équipe                           | PJ | V  | D  | N | BP  | BC  | Pts |
| ----- | -------------------------------- | -- | -- | -- | - | --- | --- | --- |
| +001, | Stampeders de Calgary            | 18 | 14 | 4  | 0 | 549 | 413 | 28  |
| +002, | Roughriders de la Saskatchewan   | 18 | 11 | 7  | 0 | 519 | 398 | 22  |
| +003, | Lions de la Colombie-Britannique | 18 | 11 | 7  | 0 | 504 | 461 | 22  |
| +004, | Eskimos d'Edmonton               | 18 | 4  | 14 | 0 | 421 | 519 | 8   |

## Séries éliminatoires

### Demi-finale de la division Ouest
- 10 novembre : Lions de la Colombie-Britannique 25 - Roughriders de la Saskatchewan 29

### Finale de la division Ouest
- 17 novembre : Roughriders de la Saskatchewan 35 - Stampeders de Calgary 13

### Demi-finale de la division Est
- 10 novembre : Alouettes de Montréal 16 - Tiger-Cats de Hamilton 19 (Prol)

### Finale de la division Est
- 17 novembre : Tiger-Cats de Hamilton 36 - Argonauts de Toronto 24

### 101ecoupe Grey
- 24 novembre : Les Roughriders de la Saskatchewan gagnent 45-23 contre les Tiger-Cats de Hamilton au Stade Mosaic à Regina (Saskatchewan).

## Honneurs individuels
- Joueur par excellence : Jon Cornish (DO), Stampeders de Calgary
- Joueur défensif par excellence : Chip Cox (SEC), Alouettes de Montréal
- Joueur de ligne offensive par excellence : Brendon LaBatte (en) (LO), Roughriders de la Saskatchewan
- Joueur canadien par excellence : Jon Cornish (DO), Stampeders de Calgary
- Recrue par excellence : Brett Jones (en) (C), Stampeders de Calgary
- Joueur des unités spéciales par excellence : René Paredes (en) (B), Stampeders de Calgary